# Oneworld

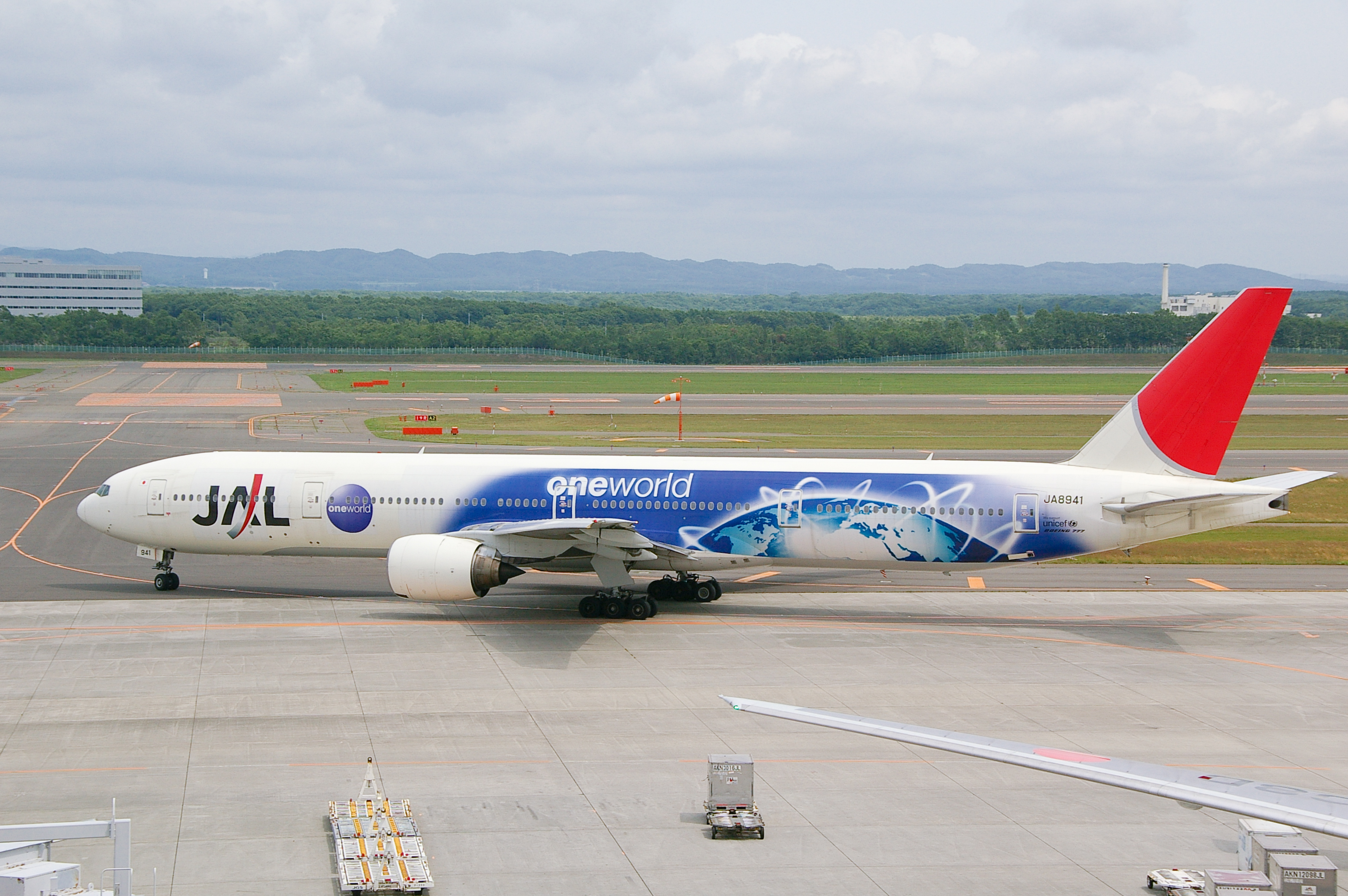
En Oneworld-målad Boeing 777 från Japan Airlines.

Oneworld är den tredje största flygbolagsalliansen i världen. Alliansen grundades 1999 av American Airlines, British Airways, Canadian Airlines, Cathay Pacific och Qantas Airways.
Canadian Airlines var medlem tills bolaget absorberades av Air Canada som var medlem i Star Alliance. Swiss International Air Lines ansökte om medlemskap och blev också beviljade ett sådant men på grund av ovilja att integrera sitt medlemsprogram med British Airways beslutade man att inte ansluta sig till alliansen och oneworld löste Swiss från sina åtaganden den 3 juni 2004.
Aer Lingus lämnade alliansen den 1 april 2007 då bolaget utvecklats till ett lågprisflygbolag och uppfyllde därför inte längre de kriterier som oneworld satt upp för medlemskap.  Övriga bolag som lämnat alliansen är Malév (konkurs) och Mexicana (vilande medlem).
Alliansens största rivaler är Star Alliance och Skyteam.

## Medlemshistorik[1]
- 1999 - American Airlines, British Airways, Cathay Pacific, Canadian Airlinesa, Qantas, Iberia och Finnair.
- 2000 - LAN Airlines och Aer Lingusb
- 2007 - Royal Jordanian, Malévc och Japan Airlines
- 2009 - Mexicanad
- 2010 - S7 Airlines
- 2012 - Air Berlin
- 2013 - Malaysia Airlines och Qatar Airways
- 2014 - TAM Airlines och SriLankan Airlines

ablev uppköpt och lämnade oneworld 2000  
blämnade på egen begäran 2007 
clämnade på grund av konkurs 2012
dinaktiv medlem sedan 2010 på grund av ekonomiska problem

## Oneworld i siffror
(enligt deras hemsida, juni 2014)
- Antal medlemmar: 15
- Bildades: 1999
- Antal årliga passagerare: 506,98 miljoner
- Dagliga avgångar: Över 14.000
- Antal anställda: 391.968
- Antal destinationer: 994 destinationer i 152 länder
- Flotta: 3324 flygplan